# Keamogetse Kenosi
Keamogetse Sadie Kenosi (* 17. Januar 1997 in Francistown) ist eine ehemalige botswanische Boxerin. Sie trat bei den Olympischen Sommerspielen 2020 in Tokio im Federgewicht an.

## Sport
Im Federgewicht kam sie 2020 auf Rang 17; sie verlor gegen Karriss Artingstall aus Großbritannien in der ersten Runde. Bereits bei den Boxweltmeisterschaften der Frauen 2019 in Ulan-Ude hatte sie ihre ersten Erfahrungen im internationalen Wettbewerb gemacht und bei den Afrikaspielen 2019 in Rabat und 2023 in Accra konnte sie jeweils Medaillen (Gold; Bronze) erringen.